# Almir Chediak
Almir Chediak (* 21. Juni 1950 in Rio de Janeiro; † 26. Mai 2003) war ein brasilianischer Gitarrist, Komponist und Musikproduzent.
Er war Schüler von Dino 7 Cordas und begann seine musikalische Karriere mit dem Komponieren von Soundtracks für Kinofilme. Zu seinen Schülern wiederum gehörten Nara Leão, Gal Costa und Moraes Moreira.
Er wurde bekannt als Herausgeber und Verleger zahlreicher wichtiger Songbooks, u. a. mit Werken von Ary Barroso, Caetano Veloso, Chico Buarque, Djavan, Dorival Caymmi, Edu Lobo, Noel Rosa, Rita Lee, Tom Jobim und Vinícius de Moraes.
Chediak wurde 2003 entführt und ermordet.